# Нахил орбіти

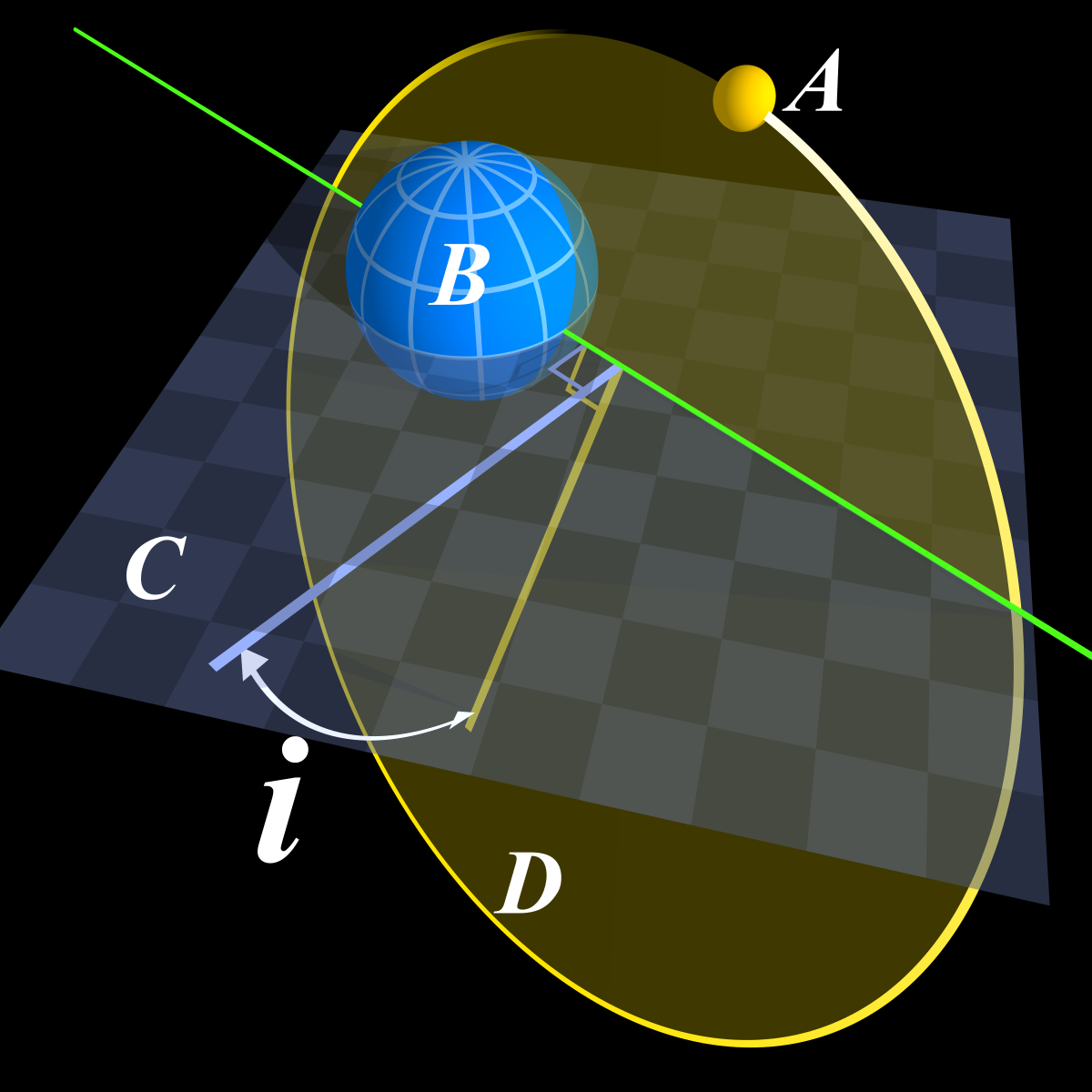
A — Об'єкт, що обертається
B — Центральний об'єкт
C — Площина відліку
D — Площина орбіти
i — Нахил

На́хил орбі́ти — характеристика орієнтації орбіти небесного тіла в просторі; двогранний кут між площиною цієї орбіти і головною координатною площиною (площиною екліптики — для тіл, що обертаються навколо Сонця, площиною екватора — для штучних супутників Землі). Нахил орбіти — один з шести основних параметрів орбіти. Зазвичай позначається літерою i (від англ. inclination). Нахил вимірюється в градусах, мінутах і секундах.

## Сонячна система
Планети обертаються навколо Сонця майже круговими орбітами, що лежать приблизно в одній площині, у напрямку проти годинникової стрілки, якщо дивитися з північного полюса Землі. Площина орбіти Землі (площина екліптики) лежить близько до середньої площини орбіт планет. Тому видимі шляхи планет, Сонця і Місяці на небі проходять поблизу лінії екліптики, а їх завжди видно на тлі сузір'їв Зодіаку. Нахили орбіт відлічуються від площини екліптики, вони можуть змінюватися від 0° до 360° (або від —180° до +180°). Кути нахилу менші 90° (та більші 270°, якщо діапазон вимірювання становить 0° до 360°) відповідають прямому обертанню (проти годинникової стрілки), а кути від 90° (до 270°) — зворотному. Всі планети Сонячної системи рухаються в прямому напрямку. 
Серед планет найбільший нахил орбіти у Меркурія (7°). Менші об'єкти можуть мати значний нахил орбіти. Нахил орбіти Церери становить 11°, а Плутона — 17°. Багато комет рухаються у зворотному напрямку, наприклад, нахил орбіти комети Галлея — 162°.
Для супутників інших планет сонячної системи, за площину відліку зазвичай вибирають площину екватора відповідної планети[джерело?].